# 주교황청 중화민국 대사관
주교황청 중화민국 대사관(중국어: 中華民國駐教廷大使館, 라틴어: Legatio Rei Publicae Sinarum ad Sanctam Sedem, 이탈리아어: Ambasciata della Repubblica di Cina presso la Santa Sede)은 중화민국이 성좌(교황청)에 설치한 대사관이다. 대사관은 이탈리아 로마에 위치해 있다. 1975년부터 1999년까지 그리고 2001년부터 유럽에 소재한 유일한 중화민국의 대사관이다.
2010년부터 주교황청 중화민국 대사관은 교황청과 몰타 기사단에 관련된 외교 사무를 담당하고 있다. 2018년 1월 25일 이전에는 로마에 있는 중화민국의 교민에게 여권 분실. 긴급 구조 등 영사 업무도 담당했다. 이 공관은 중화민국이 유럽에 활동하는 데에 있어서 중요한 거점이고 중화민국의 총통과 교황 간의 접견 등의 활동을 지원하고 있다.

## 역사
중화민국과 바티칸의 외교 관계는 제2차 세계 대전 시기부터 시작되었다. 양국은 1942년 7월에 정식으로 수교하였다.
1943년 1월 26일 주교황청 중화민국 공사인 셰서우캉(謝壽康)이 이탈리아 로마에 도착해 교황청의 안내하에 바티칸 시내의 임시 관사에 부임하여 공식적인 외교 관계가 시작되었다. 제2차 세계 대전 종전 이후에 주교황청 중화민국 대사관은 바티칸 시국 외곽으로 이전해 로마에 새 공관을 설치하였다. 1959년 6월을 기해 주교황청 중화민국 공사관이 대사관으로 승격되면서 셰서우캉은 초대 주교황청 대사가 되었다.

## 사진

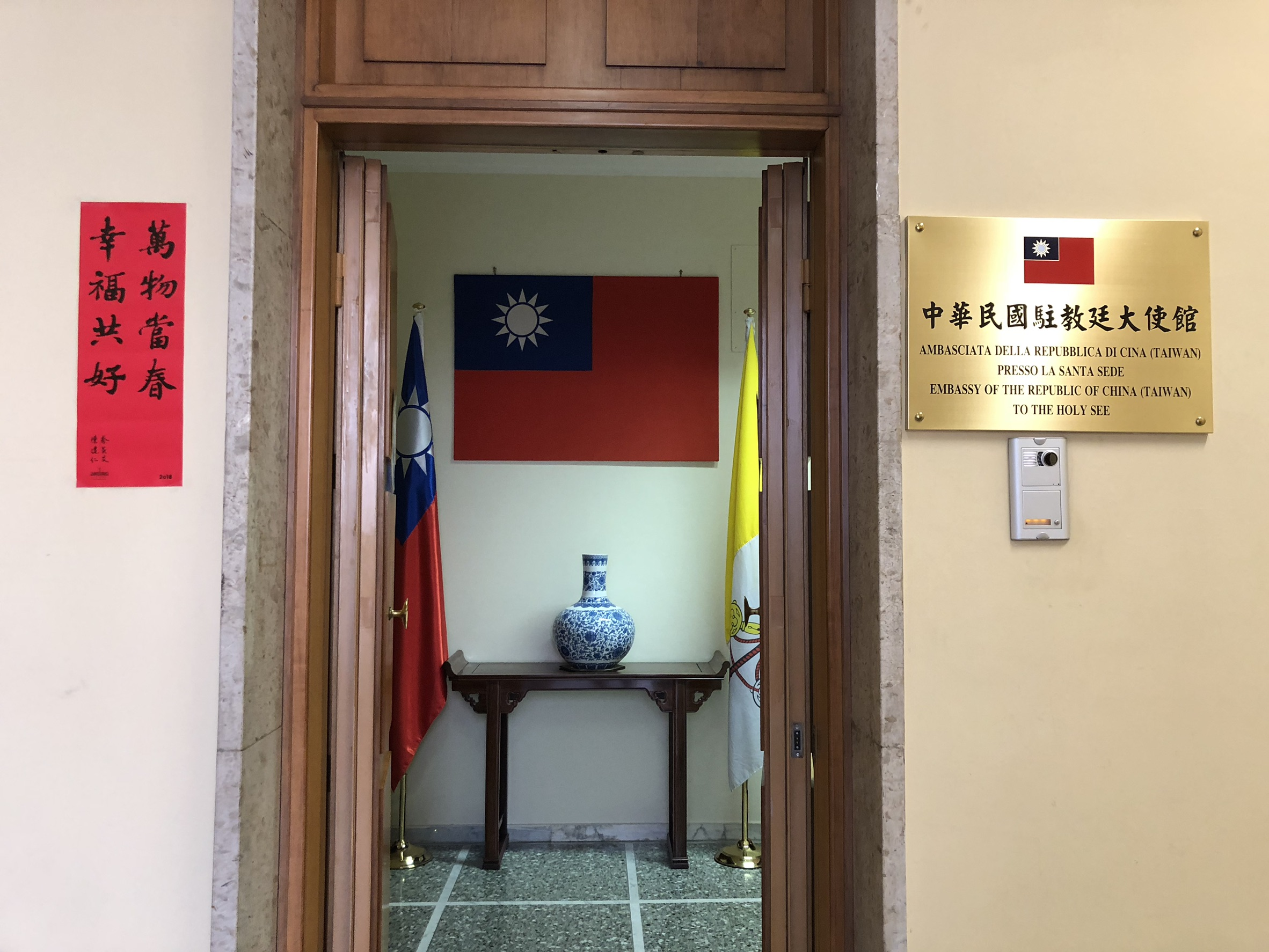
주교황청 중화민국 대사관 내부
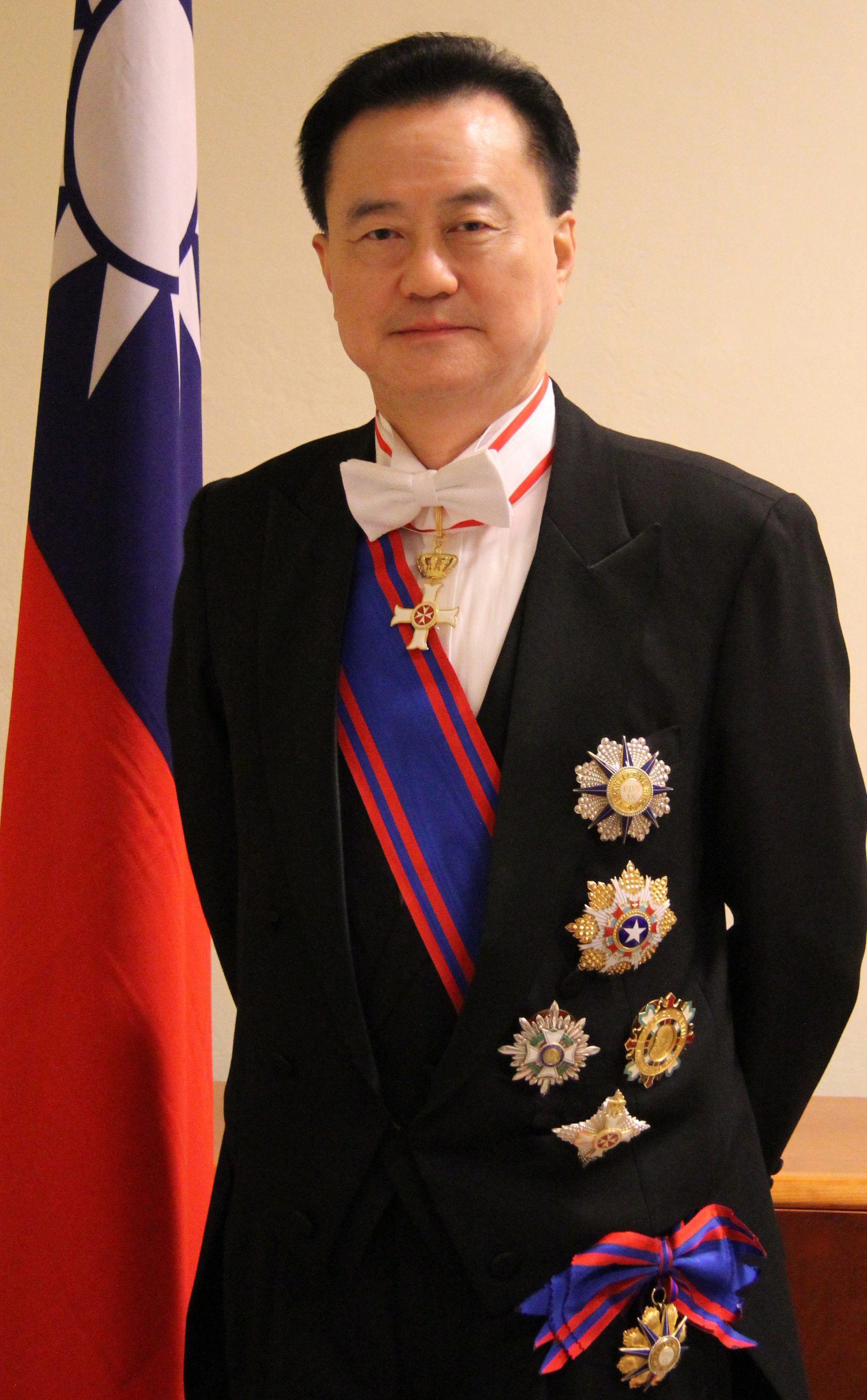
2008년에서 2015년까지 대사직을 수행한 왕위위안

## 같이 보기
- 중화민국 외교부
- 주중국 교황청 대사관
- 대만-성좌 관계